# العلاقات الجورجية الكورية الجنوبية
العلاقات الجورجية الكورية الجنوبية هي العلاقات الثنائية التي تجمع بين جورجيا وكوريا الجنوبية.

## مقارنة بين البلدين
هذه مقارنة عامة ومرجعية للدولتين:
| وجه المقارنة                                              | جورجيا                          | كوريا الجنوبية                                                          |
| --------------------------------------------------------- | ------------------------------- | ----------------------------------------------------------------------- |
| المساحة (كم2)                                             | 69.70 ألف                       | 100.30 ألف                                                              |
| عدد السكان (نسمة)                                         | 3.72 مليون                      | 51.47 مليون                                                             |
| الكثافة السكانية (ن./كم²)                                 | 53.37                           | 513.16                                                                  |
| العاصمة                                                   | تبليسي، كوتايسي                 | سول                                                                     |
| اللغة الرسمية                                             | اللغة الجورجية، اللغة الأبخازية | اللغة الكورية                                                           |
| العملة                                                    | لاري جورجي                      | وون كوري جنوبي                                                          |
| الناتج المحلي الإجمالي (بليون دولار)                      | 15.16 مليار                     | 1.53 تريليون                                                            |
| الناتج المحلي الإجمالي (تعادل القوة الشرائية) بليون دولار | 35.68 مليار                     | 1.75 تريليون                                                            |
| الناتج المحلي الإجمالي الاسمي للفرد دولار أمريكي          | 3.79 ألف                        | 27.22 ألف                                                               |
| الناتج المحلي الإجمالي للفرد دولار أمريكي                 |                                 |                                                                         |
| مؤشر التنمية البشرية                                      | 0.754                           | 0.901                                                                   |
| رمز المكالمات الدولي                                      | +995                            | +82                                                                     |
| رمز الإنترنت                                              | .ge، .გე ‏                       | .kr                                                                     |
| المنطقة الزمنية                                           | ت ع م+04:00                     | توقيت كوريا الجنوبية، ت ع م+09:00، آسيا/سيول ‏، ت ع م+08:00، ت ع م+08:30 |

## منظمات دولية مشتركة
يشترك البلدان في عضوية مجموعة من المنظمات الدولية، منها:
| علم المنظمة | اسم المنظمة                   | تاريخ انضمام جورجيا | تاريخ انضمام كوريا الجنوبية |
| ----------- | ----------------------------- | ------------------- | --------------------------- |
|             | مؤسسة التمويل الدولية         | 29 يونيو 1995       | 16 مارس 1964                |
|             | يونسكو                        | 7 أكتوبر 1992       | 14 يونيو 1950               |
|             | الأمم المتحدة                 | 31 يوليو 1992       | 17 سبتمبر 1991              |
|             | المنظمة الهيدروغرافية الدولية | ?                   | ?                           |
|             | البنك الدولي للإنشاء والتعمير | 7 أغسطس 1992        | 26 أغسطس 1955               |
|             | الاتحاد البريدي العالمي       | ?                   | ?                           |
|             | مؤسسة التنمية الدولية         | 31 أغسطس 1993       | 18 مايو 1961                |
|             | منظمة التجارة العالمية        | 14 يونيو 2000       | ?                           |
|             | الفريق المعني برصد الأرض      | ?                   | ?                           |

## وصلات خارجية
- موقع وزارة الخارجية الجورجية
- موقع وزارة الخارجية الكورية الجنوبية